# Henry Grey, 3. Baron Grey de Wilton

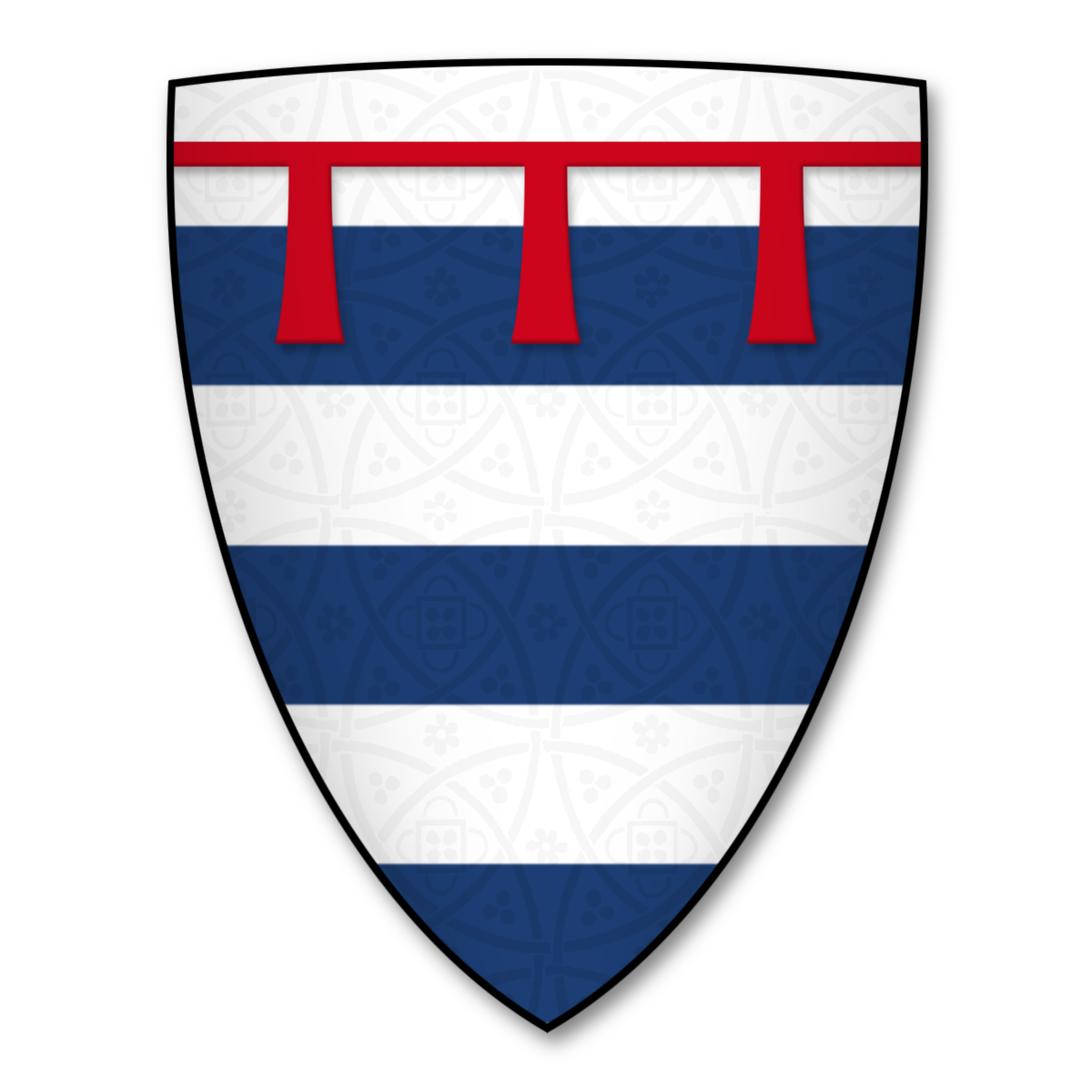
Wappen der Familie Grey of Wilton

Henry Grey, 3. Baron Grey of Wilton (* 28. Oktober 1281; † 10. oder 16. Dezember 1342) war ein englischer Adliger.
Henry Grey entstammte der englischen Adelsfamilie Grey. Er war der älteste Sohn von John Grey, 2. Baron Grey of Wilton und von dessen Frau Anne de Ferrers. Sein Vater heiratete nach dem Tod von Henrys Mutter erneut und begann 1307, einen Teil der Familienbesitzungen seinem Sohn Roger aus seiner zweiten Ehe zuzuteilen. Nach dem Tod seines Vaters 1323 erbte Henry zwar den Titel Baron Grey de Wilton und Wilton Castle, doch sein Halbbruder sollte nach dem Willen seines Vaters etwa zwei Drittel der Familienbesitzungen erhalten. In der Folge begann Henry einen erbitterten Erbstreit mit seinem Halbbruder, bei dem er sogar 1328 gewaltsam Ruthin Castle, das seinem Bruder zugesprochen worden war, besetzte. Darauf beauftragte der Kronrat Vermittler, um eine Einigung in dem Erbstreit zu erzielen. Diese konnten mit den beiden Brüdern im Juni 1328 eine Einigung erreichen, durch die der Erbstreit beendet wurde. Darin musste Henry anerkennen, dass sein Halbbruder Roger den Großteil der Güter mit etwa £ 850 jährlichen Einkünften erhielt, während er mit seinem Bruder Henry nur Besitzungen mit £ 283 jährlichen Einkünften erhielt.
Grey wurden von den Königen Eduard II. und Eduard III. zwischen 1322 und 1335 mehrfach zum Militärdienst in den Kriegen gegen Schottland und Frankreich aufgefordert. Er heiratete Anne de Rockley, die Tochter und Erbin von Ralph de Rockley und von dessen Frau Isabel de Clare. Mit ihr hatte er mindestens eine Tochter, Maud de Grey, die John de Lisle, 2. Baron Lisle heiratete, und mindestens einen Sohn, Reynold Grey (1311–1370), der sein Erbe als 4. Baron Grey of Wilton wurde.